# Parque Nacional Aso Kujū
Parque Nacional Aso Kujū (阿蘇くじゅう国立公園, Aso Kujū Kokuritsu Kōen) é um parque nacional localizado nas prefeituras de Kumamoto e Ōita, no Japão. Seu nome deriva do Monte Aso, o maior vulcão ativo do país, e do Monte Kujū.

## História
Estabelecido como Parque Nacional Aso em 1934, o parque foi renomeado para Parque Nacional Aso Kujū, após sua expansão em 1986.

## Municípios relacionados
- Kumamoto : Aso, Kikuchi, Minamiaso, Minamioguni, Oguni, Ōzu, Takamori, Ubuyama[3]
- Oita : Beppu, Kokonoe, Kusu, Taketa, Yufu[3]